# Through the Looking Glass (Lost)
 For alternative betydninger, se Through the Looking Glass. (Se også artikler, som begynder med Through the Looking Glass)
"Through the Looking Glass" er sæsonfinalen for tredje sæson af den amerikanske tv-serie Lost. Afsnittet er skrevet af Damon Lindelof og Carlton Cuse, og instrueret af Jack Bender. Det blev sendt første gang på American Broadcasting Company den 23. maj 2007. Afsnittet, der centrerer sig om Jack Shephard (Matthew Fox), varer to timer inkl. reklamer, men er separeret i to dele på dvd-udgivelsen.
Jack iværksætter en plan, udarbejdet i samråd med Danielle Rousseau (Mira Furlan), og drager med størstedelen af de overlevende mod radiotårnet hvorfra Danielles nødsignal afspiller. Charlie Pace (Dominic Monaghan) kidnappes om bord på Dharma Initiative-stationen The Looking Glass, hvor Mikhail Bakunin (Andrew Divoff) og Desmond Hume (Henry Ian Cusick) indblandes. Sayid Jarrah (Naveen Andrews), Bernard Nadler (Sam Anderson) og Jin-Soo Kwon (Daniel Dae Kim) bliver i lejren og udfører bagholdet mod dem af The Others, der er på vej for at kidnappe alle gravide kvinder. Efter at være afsløret drager Benjamin Linus (Michael Emerson) ud for at standse de overlevende, og overtale dem til at blive på øen.

## Trivia
- Episoden deler navn med en børnebog af Lewis Carroll.
- "Through the Looking Glass" er første afsnit i serien der benytter flashforward.
- Forfatterne, Damon Lindelof og Carlton Cuse, udførte stemmecameos i afsnittet.
- Afsnittet fik kodenavnet "The Rattlesnake in the Mailbox."